# リンカー・006
リンカー・006 (Lyncar 006) は、リンカーが1974年から1977年にかけてF1世界選手権に投入したフォーミュラ1カー。
ニュージーランドのレーシングドライバー、ジョン・ニコルソンは1973年にリンカーにF1参戦のためのシングルシーターのレーシングカーの製作を依頼した。リンカー・006はアルミニウム製モノコックとアウトボード式ブレーキを備えた単純な車であった。サスペンションは1973年にニコルソンがフォーミュラ・アトランティックのタイトルを獲得したリンカー・001から流用した物であった。
車のフロント部分にはその全幅におよぶ小さく調整可能なフロントウィングを装備していた。1974年、ニコルソンは006でイギリスグランプリに臨んだが、予選を通過することはできなかった。1975年にも再びイギリスグランプリに挑戦し、雨のレースでアクシデントに遭遇したにもかかわらず、17位で完走扱いとなった。
1976年にスペインのレーシングドライバー、エミリオ・デ・ヴィロタが006を購入した。デ・ヴィロタはオーロラAFXF1シリーズに参戦し、マロリー・パークで優勝した。それは006が出場した唯一のレースであった。

## F1における全成績
(key) （太字はポールポジション）
| 年     | チーム            | エンジン                | タイヤ | ドライバー         | 1   | 2   | 3   | 4   | 5   | 6   | 7   | 8   | 9   | 10  | 11  | 12  | 13  | 14  | 15  | ポイント | 順位 |
| ------ | ----------------- | ----------------------- | ------ | ------------------ | --- | --- | --- | --- | --- | --- | --- | --- | --- | --- | --- | --- | --- | --- | --- | -------- | ---- |
| 1974年 | Pinch (Plant) Ltd | フォード-コスワース DFV | F      |                    | ARG | BRA | RSA | ESP | BEL | MON | SWE | NED | FRA | GBR | GER | AUT | ITA | CAN | USA | 0        | -    |
| 1974年 | Pinch (Plant) Ltd | フォード-コスワース DFV | F      | ジョン・ニコルソン |     |     |     |     | WD  |     |     |     |     | DNQ |     |     |     |     |     | 0        | -    |
| 1975年 | Pinch (Plant) Ltd | フォード-コスワース DFV | G      |                    | ARG | BRA | RSA | ESP | MON | BEL | SWE | NED | FRA | GBR | GER | AUT | ITA | USA |     | 0        | 18   |
| 1975年 | Pinch (Plant) Ltd | フォード-コスワース DFV | G      | ジョン・ニコルソン |     |     |     |     |     |     |     |     |     | 17  |     |     |     |     |     | 0        | 18   |